# Jelle van Gorkom
Jelle van Gorkom (nascido em 5 de janeiro de 1991) é um ciclista holandês, que representa os Países Baixos no BMX. Participou nos Jogos Olímpicos de 2012 em Londres, onde terminou em 27º na prova de BMX masculino.